# Alexandre Kojève

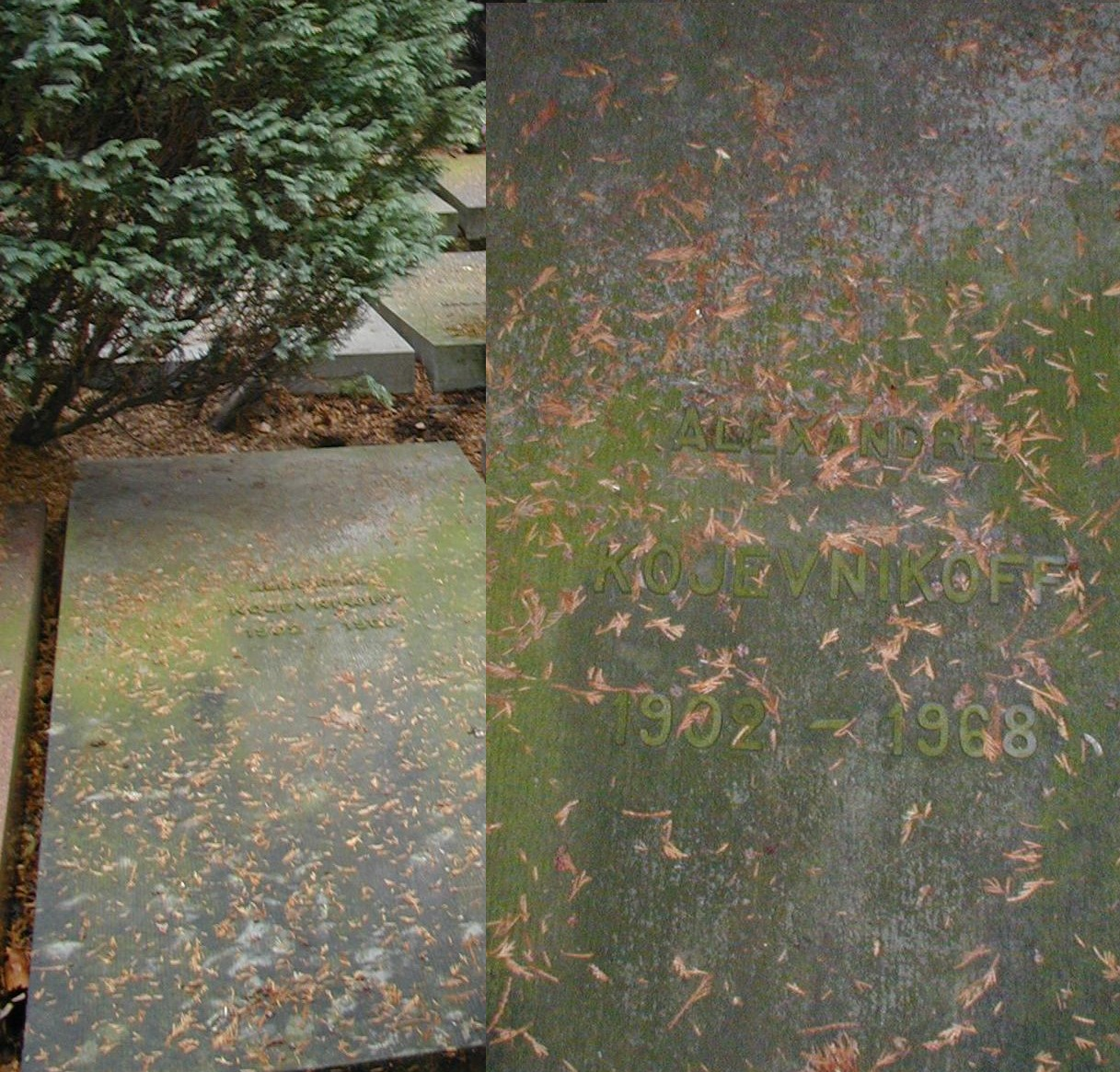
Foto van de grafzerk van Alexander Kojève op de begraafplaats in Evere in Brussel.

Alexander Kojève (Russisch: Александр Владимирович Кожевников; Aleksandr Vladimirovitsj Kozjevnikov) (Sint-Petersburg, 28 april 1902 - Brussel, 4 juni 1968) was een Russisch-Frans politiek filosoof en ambtenaar.
Zijn Parijse seminaries in de jaren dertig over Hegel hadden een grote invloed op de twintigste-eeuwse Franse filosofie, met name door zijn integratie van de hegeliaanse concepten in de continentale filosofie. Als ambtenaar in de Franse regering speelde hij een belangrijke rol in de creatie van de Europese Gemeenschap. Kojève was een goede vriend van Leo Strauss met wie zijn hele leven een filosofische dialoog onderhield.

## Leven
Kojève werd in Rusland binnen een rijke en invloedrijke familie geboren. Zijn oom was de abstracte kunstenaar Wassily Kandinsky. Over diens werk zou hij in 1936 een invloedrijk essay schrijven. Hij studeerde in Berlijn en Heidelberg. Hij schreef zijn proefschrift onder leiding van Karl Jaspers. Het onderwerp was de visie van de Russische religieuze filosoof Vladimir Solovjovs over de eenheid van God en de Mens in Christus. Vroege invloeden op zijn ontwikkeling waren de filosoof Martin Heidegger en de wetenschapshistoricus Alexandre Koyré. Kojève bracht het grootste deel van zijn leven in Frankrijk door. In de jaren 1933-1939 gaf hij in Parijs een serie invloedrijke colleges over Hegels werk Fenomenologie van de geest. Na de Tweede Wereldoorlog werkte Kojève bij het Franse Ministerie van Economische Zaken als een van de belangrijkste planners van de Europese Economische Gemeenschap. Hij ligt begraven in de Brusselse deelgemeente Evere.
Kojève was een buitengewoon geleerd man. Als polyglot studeerde en gebruikte hij Sanskriet, Chinees, Tibetaans, Latijn en klassiek Grieks, maar ook sprak hij vloeiend Frans, Duits, Russisch en Engels.
Kojève overleed in 1968 in Brussel, kort nadat hij daar namens de Franse regering in de burelen van de Europese Economische Gemeenschap (nu Europese Unie) een voordracht had gegeven. In zijn latere jaren had hij herhaaldelijk het standpunt uitgedragen dat wat in de tijd van Karl Marx en daarna bekendstond als een Europees proletariaat, niet meer bestond. Het rijke Westen moest nu dringend ontwikkelingslanden helpen om daar de wijdverspreide armoede te overwinnen door grote geldbedragen te geven (op gelijksoortige wijze als het Marshallplan vlak na de oorlog).

## Werk
Hij was een origineel interpretator van de filosofie van Hegel. Aan de hand van een dialectiek van meester en slaaf probeert hij het verloop van de geschiedenis te verklaren. Hij had een aanzienlijke invloed op het naoorlogse Franse politieke denken. Zijn meeslepende collèges hebben hier ongetwijfeld aan bijgedragen. Deze gaf hij van september 1933 tot mei 1939 aan de Parijse École Pratique des Hautes Études. Zij werden gevolgd door vele studenten die na de oorlog met hun eigen denkbeelden furore zouden maken: Maurice Merleau-Ponty, Raymond Aron, Georges Bataille, Raymond Queneau en André Breton. Kojèves meester-slaaf interpretatie had grote invloed op Jacques Lacan's theorie van het spiegelstadium en ook poststructuralisten Michel Foucault en Jacques Derrida waren schatplichtig aan Kojèves denken.
Hoewel hij geen marxist was, stond Kojève bekend door zijn invloedrijke en eigenzinnig interpretatie van Hegel door de lens van het werk van zowel Marx als Heidegger. Zo boorde hij verder op de bekende these rond het einde van de geschiedenis waarbij de ideologische geschiedenis in gelimiteerde zin was geëindigd met de Franse Revolutie en het bewind van de Napoleon. Er bestond niet langer behoefte aan een gewelddadige strijd om de "rationele suprematie van een regime van rechten en gelijke erkenning" te grondvesten. Kojèves lezing was genuanceerder dan diegene die Francis Fukuyama later ontwikkelde in Het einde van de geschiedenis en de laatste mens omdat hij de socialistisch-kapitalistische synthese even goed als eindpunt van de menselijke socio-culturele evolutie zag dan de triomf van het liberaal kapitalisme.
De Duits-Amerikaanse filosoof Leo Strauss zag in Kojève zijn belangrijkste filosofische tegenstrever. Na hun studie in Berlijn hielden beide contact hoewel ze diametraal tegenover elkaar stonden wat betreft politiek engagement van een filosoof. Strauss vond dat filosofen zich ver van politiek moesten houden tenzij het filosoferen zelf politiek kon beschermd worden. Kojève daarentegen vond dat filosofen verplicht waren om een actieve politieke rol op te nemen. Ondanks dit meningsverschil stuurde Strauss zijn beste studenten (waaronder Stanley Rosen) geregeld naar Parijs om Kojèves colleges te volgen. Allan Bloom was ook een van hen en gaf later de seminaries uit in het Engels.